# Anthony Wirig
Anthony Wirig, né le 3 février 1983 à Thionville, est un joueur d'échecs français, grand maître international (GMI) depuis 2011. Au 1er janvier 2019, il est le 23e joueur français avec un classement Elo de 2 512 points. 

## Carrière
Il a représenté la France à de nombreuses reprises aux championnats du monde et d'Europe juniors dans différentes catégories d'âge. 
En 2002, il prend la deuxième place (derrière Oleksandr Soulypa) à l'Open du Mans. Dans les années 2003-2007, il a participé quatre fois à des tournois par équipe pour la Mitropa Cup, remportant en 2007 des médailles d'or avec des joueurs d'échecs français . 
En 2006, il remporte l'Open de Nantes. En 2007, il prend la première place à Böblingen, tandis qu'aux Opens de Cappelle-la-Grande et de Metz, il remplit deux normes pour le titre de grand maître. En 2008, il remporte le Winterthur et partage la deuxième place à Metz (derrière Andreï Chtchekatchev avec, entre autres, Kevin Spraggett et Vladimir Episzyn).
En 2009, à Antalya, il remporte la médaille d'argent aux championnats individuels des pays méditerranéens. En 2011, il obtient la troisième norme de grand maître lors du Championnat d'Europe d'échecs individuel organisé à Aix-les-Bains.

## Palmarès
- 2012 : Second du tournoi Accession 2012 (qualification pour le National 2013)
- 2012 : Vainqueur de l'Open de Vandœuvre-lès-Nancy
- 2018 : Second au tournoi Big Deuce de Amnéville

## Participations auChampionnat de France d'échecs des clubs
- Vandœuvre-Echecs : 2002, 2003, 2004, 2005
- Mulhouse Philidor : 2006, 2007, 2008, 2009, 2010, 2011
- Metz Fischer : 2013, 2014, 2015
- Grasse Echecs : 2017, 2018, 2019, 2022

## Une partie
Anthony Wirig-Mikhaïl Gourevitch (joueur d'échecs), Antalya, 2009
1. d4 d5 2. c4 c6 3. Cf3 Cf6 4. Cc3 e6 5. e3 a6 6. c5 Cbd7 7. Fd3 b6 8. cxb6 c5 9. b3 cxd4 10. exd4 Dxb6 11. 0-0 Fd6 12. Fb2 0-0 13. De2 Fb7 14. Ca4 Da7 15. Ce5 Fe7!? 16. Tfd1 Tac8 17. a3 Tfd8?! (17...Cxe5 18. dxe5 Ce4) 18. Cxd7! Cxd7 19. b4 Cb6 20. Cc5 Cc4 21. Cxe6! Te8 22. Cxg7! Rxg7 23. Dg4+ Rf8 24. Fxh7 Ff6 25. Dg8+ Re7 26. Te1+ Rd6 27. Txe8 Txe8 28. Dxe8 Cxb2 29. Dxf7 Fxd4 30. Te1 Rc6 31. De8+ Rc7 32. Df7+ Rb8 33. Df4+ 1-0.